# Dean Campbell
Dean Graeme Campbell (* 19. März 2001 in Bridge of Don, Aberdeen) ist ein schottischer Fußballspieler, der zuletzt beim FC Aberdeen unter Vertrag stand. Er stellt den Rekord als jüngster je eingesetzter Spieler beim FC Aberdeen mit 16 Jahren, einem Monat und 23 Tagen.

## Karriere

### Verein
Dean Campbell wurde im Jahr 2001 in Bridge of Don, einem Vorort von Aberdeen geboren. Als 9-Jähriger kam er zum FC Aberdeen. Für die Profimannschaft des Vereins debütierte er am 12. Mai 2017 mit 16 Jahren, einem Monat und 23 Tagen. Damit war er der jüngste je eingesetzte Spieler beim FC Aberdeen und löste Jack Grimmer als Rekordhalter ab der bei seinem Debüt 16 Jahre, 2 Monate und 13 Tage alt war. Bei seinem Debüt gegen Celtic Glasgow im Pittodrie Stadium wurde Campbell für Niall McGinn eingewechselt.
Im Juni 2022 wurde Campbell für die Saison 2022/23 an den englischen Viertligisten FC Stevenage verliehen.

### Nationalmannschaft
Dean Campbell spielte zwischen 2016 und 2018 achtmal in der schottischen U-17-Nationalmannschaft und erzielte drei Tore. Zwei der drei Tore erzielte er in seinem vorletzten Spiel in dieser Altersklasse gegen Spanien im Februar 2018. Im Oktober 2018 gab er sein Debüt in der U-18 gegen Usbekistan.